# バーレーントロフィー
バーレーントロフィー（Bahrain Trophy）はイギリスのニューマーケット競馬場で毎年7月に行われる3歳馬の競走である。

## 歴史
この競走はかつてはH&Kコミッションズハンデキャップと呼ばれ、1マイル6ハロン175ヤードで施行されていた。1990年にはリステッド競走に格付けられた。
現在の名称は1991年に採用されたもので、それまでは7ハロンの3歳牝馬のハンデキャップ競走に使用されていた。
2006年に1マイル5ハロンに短縮された。2009年にはG3に昇格した。
現在はニューマーケット競馬場で開催されるジュライフェスティバルの初日に施行されており、セントレジャーステークスの前哨戦として使用されている。

## 歴代優勝馬(2000年以降)
- 2000  Cephalonia
- 2001  Arrive
- 2002  Spanish John
- 2003  Gold Medallist
- 2004  Anousa
- 2005  Mr Vegas
- 2006  Youmzain
- 2007  Tranquil Tiger
- 2008  Donegal
- 2009  Kite Wood
- 2010  Corsica
- 2011  Masked Marvel
- 2012  Shantaram
- 2013  Feel like Dancing
- 2014  Hartnell
- 2015  Mr Singh
- 2016  Housesofparliament
- 2017  Raheen House
- 2018  Wells Farhh Go
- 2019  Spanish Mission
- 2020  Al Aasy
- 2021  Yibir
- 2022  Deauville Legend
- 2023 Castle Way
- 2024 Ancient Wisdom
- 2025 Scandinavia